# Hasle LU
| LU ist das Kürzel für den Kanton Luzern in der Schweiz. Es wird verwendet, um Verwechslungen mit anderen Einträgen des Namens Hasle zu vermeiden. |

Hasle ist eine politische Gemeinde im Wahlkreis Entlebuch des Kantons Luzern in der Schweiz.

## Geographie
Hasle besteht aus dem Dorf Hasle, den Ortsteilen Habschwanden und Heiligkreuz, sowie zahlreichen Weilern, Einzelgehöften und Alphütten. 300 Höhenmeter oberhalb von Heiligkreuz liegt der Aussichtspunkt First mit einem Restaurant. Im Winter ist dort ein kleiner Skilift in Betrieb.
Die Nordgrenze von Hasle beginnt dort, wo die Entlen in die Kleine Emme einmündet. Sie führt von dort nach Westen zur Grossen Fontanne und in dieser bachaufwärts bis zur Enklave Dieplischwand (Gemeinde Entlebuch). Von dieser aus verläuft die Grenze in südöstlicher Richtung bis zur Zinggenbrücke, die über die Kleine Emme führt. In diesem linksufrigen Teil der Gemeinde Hasle liegen auf einem nordwestlich liegenden Hang der Ortsteil Habschwanden (849 m ü. M.; 1,2 km nordwestlich des Dorfs) und der Weiler Änetegg (822 m ü. M.; 2 km westlich des Dorfs).
Der Grossteil der Gemeinde befindet sich allerdings auf dem rechtsseitigen Ufer der Kleinen Emme. Im Talboden, an der Strasse Luzern-Bern, liegt das Dorf Hasle. Dieses ist mittlerweile mit den Weilern Oeschtor (im Südwesten), Gibel (im Süden), Feld (im Nordwesten), Büel (im Norden) und Farbstutz (im Nordosten) zusammengewachsen. Durch das Dorf fliesst der Biberebach, der gleich westlich des Dorfs von rechts in die Kleine Emme einmündet. Dieser Biberebach bildet auf mehreren Kilometern Länge bis hin zu seiner Quelle die Grenze zur Gemeinde Schüpfheim. Sein Lauf führt westlich des Ortsteils Heiligkreuz (1127 m ü. M.; 3,5 km südlich des Dorfs) vorbei. Bei Schwarzmatt, südlich der Quelle des Bibernbachs, biegt die Grenze Richtung Osten ab hin zur Kleinen Entlen. Zwischen dieser und Heiligkreuz liegt der First (1431 m ü. M.). Von der Kleinen Entlen wendet sich der Grenzverlauf gegen Süden, immer dem Änggelauenebach entlang. Von dessen Quelle weg biegt sie in südöstlicher Richtung zur Änggelaueneflue (1902 m ü. M.) ab, geht von dort in südwestlicher Richtung über einen Grat zur Schafmatt (1979 m ü. M.) und von diesem weiter über die Wasserfallenegg zum Fürstein (2040 m ü. M.). Dieser liegt an der Kantonsgrenze zum Kanton Obwalden. Vom Fürstein führt diese dem Wissgubergrat entlang bis zur Quelle des Wallerfallenbachs, einem der Quellbäche der Grossen Entlen. Die Grosse Entlen bildet auf ihrem gesamten Lauf bis zur Einmündung in die Kleine Emme beim Dorf Entlebuch die Gemeindegrenze zur Gemeinde Entlebuch. Das drittwichtigste Gewässer nach der Kleinen Emme und Grossen Entlen ist die Kleine Entlen. Diese entspringt im Herzen der Gemeinde und fliesst in leicht nordöstlicher Richtung vom Zusammenfluss mit dem bereits erwähnten Änggelauenebach durch ein stellenweise morastiges Tal. Auf 818 m ü. M. mündet sie von links in die Grosse Entlen ein, die von diesem Punkt weg schlicht Entlen heisst.
Abgesehen vom Grat zwischen der Kleinen und der Grossen Entlen ist das ganze Gebiet ein Hochmoor. In diesem erheben sich die Gipfel Ebnetenfluh (1833 m ü. M.), Schimberig (1815 m ü. M.) und Hängst (1809 m ü. M.). Der ganze Hang der Schattsite (Schattenseite), dem Hang rechtsseitig der Kleinen Emme, ist gerodet. Um Heiligkreuz und entlang der Bäche gibt es grössere Waldgebiete. Im Romooser Howald östlich von Heiligkreuz entspringt der Gretebach, der nach einigen Kilometern Lauf in nördlicher Richtung von links in die Entlen einmündet.
Vom gesamten Gemeindeareal wird die Hälfte (48,4 %) landwirtschaftlich genutzt. Weitere 40,7 % sind Wald und Gehölz (teilweise im Sumpfgebiet) und nur 3,5 % Siedlungsfläche (Stand 2015/16).
Hasle grenzt an Doppleschwand (an der Grossen Fontanne), Entlebuch, Flühli, Romoos (ebenfalls an der Grossen Fontanne) und Schüpfheim im Kanton Luzern – und an die Gemeinde Sarnen im Kanton Obwalden.

## Bevölkerung
Die Bevölkerung wuchs fast 200 Jahre, von 1650 bis 1837, rasch an. Dann ging sie bis 1850 leicht zurück. Nach einer Stagnationsphase bis 1870 sank sie durch Abwanderung bis ins Jahr 1900 (1870–1900: − 18,4 %). Dann folgten 20 Jahre ohne grosse Bevölkerungsbewegungen. Von 1920 bis 1970 wuchs sie dann wieder, mit Ausnahme der 1950er-Jahre (1920–1970: + 27,6 %). In den 1970er-Jahren ging die Zahl der Einwohner ein letztes Mal zurück (1970–1980: − 6,4 %). Von den 1980er-Jahren bis zur Jahrtausendwende wuchs die Einwohnerzahl ununterbrochen (1980–2000: + 13,7 %). Seither stagniert die Einwohnerzahl (2000–2010: − 0,6 %).
Quelle: Bundesamt für Statistik; 1850 bis 2000 Volkszählungsergebnisse, 2010 ESPOP, seit 2011 STATPOP

### Sprachen
Die Bevölkerung benutzt als Alltagssprache eine hochalemannische Mundart. Der lokale Dialekt unterscheidet sich stark von demjenigen der Stadt Luzern. Bei der letzten Volkszählung im Jahr 2000 gaben 96,41 % Deutsch, 1,88 % Albanisch und 0,47 % Italienisch als Hauptsprache an.

### Religionen – Konfessionen
Früher war die gesamte Einwohnerschaft Mitglied der römisch-katholischen Kirche. Dies ist zwar auch in Hasle nicht mehr der Fall. Dennoch ist die Bevölkerung weit überdurchschnittlich homogen, was das religiöse Bekenntnis betrifft. Heute (Stand 2000) gibt es 93,65 % römisch-katholische, 3,17 % evangelisch-reformierte und 0,47 % orthodoxe Christen. Daneben findet man 1,06 % Muslime und 1,00 % Konfessionslose. Die Muslime sind herkunftsmässig Albaner.

### Herkunft – Nationalität
Ende 2022 zählte die Gemeinde 1730 Einwohner. Davon waren 1680 Schweizer Staatsangehörige und 50 (= 2,9 %) Menschen anderer Staatsangehörigkeit. Die grössten Zuwanderergruppen kommen aus Deutschland (21 Menschen), Italien und Spanien (je 5). 12 Personen stammen aus weiteren EU-Ländern, 7 sind nichteuropäischer Herkunft.

## Geschichte

Luftbild von Walter Mittelholzer (1922)

Die Gemeinde Hasile taucht erstmals 1236 in einem Schutzbrief von Papst Gregor IX. an das Kloster Engelberg auf. Darin werden die Ortsteile Habschwanden («Habeswanden») und Keglisberg («Chegelsperch») als Güter des Klosters Engelberg ausgewiesen. Hasle teilte das Schicksal des gesamten Inneren Amts Wolhusen, wie die Region Entlebuch unter der Herrschaft der Freiherren von Wolhusen hiess. Das Entlebuch verburgrechtete sich 1385 mit der Stadt Luzern. Endgültig zu Luzern kam es 1405, als die bisher regierenden Habsburger die ganze Gegend für 300 Goldgulden der Stadt verkauften. Im Jahre 1465 wurde die Pfarrei Hasle, die zuvor der Pfarrei Menznau angehörte, selbstständig, was sie vom Bischof von Konstanz bestätigen liess. Der Ort beteiligte sich aktiv am Aufstand im Rahmen des grossen Schweizer Bauernkriegs. Am 10. Februar 1653 versammelten sich die Entlebucher beim Wallfahrtsort Heiligkreuz, und am 26. Hornung (Februar) beschworen sie mit dem Bundesbrief der X Aemter der Stadt Luzern den Wohlhuser Bund. Hasle gehörte bis 1798 zur Landvogtei Entlebuch, danach bis 1803 zum helvetischen Distrikt Schüpfheim. Seither ist es eine der Gemeinden im damals neu geschaffenen Amt Entlebuch.

## Politik

### Gemeinderat
Der Gemeinderat Hasle besteht aus fünf Mitgliedern und ist wie folgt aufgestellt (Stand März 2024):
- Thomas Röösli (Die Mitte): Gemeindepräsident
- Michael Hofstetter (SVP): Gemeindeammann
- Alexandra Wicki-Erni (Die Mitte): Sozialvorsteherin
- Pius Felder (SVP)
- Edy Schöpfer (parteilos)[9]

### Kantonsratswahlen
Bei den Kantonsratswahlen 2023 des Kantons Luzern betrugen die Wähleranteile in Hasle: Mitte (einschliesslich Junge Mitte) 46,79 %, SVP (einschliesslich Junge SVP) 38,79 %, FDP 9,39 %, SP 4,13 % und Grüne 0,90 %.

### Nationalratswahlen
Bei den Schweizer Parlamentswahlen 2023 betrugen die Wähleranteile in Hasle: SVP 45,9 %, Mitte 37,1 %, FDP 8,9 %, SP 4,8 %, glp 1,0 %, GPS 0,8 %, übrige 1,4 %.

## Verkehr
Seit 1914 besitzt Hasle eine eigene Haltestelle an der Bahnlinie Luzern–Wolhusen–Bern. Der Ortsteil Heiligkreuz ist durch die Postautolinie Hasle-Heiligkreuz (LU) erschlossen. Der Ortsteil Bramboden der Gemeinde Romoos wird an Sommerwochenenden ebenso von Hasle aus erschlossen (Postautolinie Schüpfheim-Hasle-Bramboden).
Hasle liegt an der Hauptstrasse von Luzern nach Langnau-Bern/Schallenberg-Thun. Der nächstgelegene Autobahnanschluss Emmen-Nord an der A2 ist 30 km entfernt.

## Sehenswürdigkeiten
Auch in der kleinen Ortschaft Hasle im Entlebuch gibt es einen Totentanzzyklus mit acht überlebensgrossen Figurenpaaren. Er wurde 1687 an den Langhauswänden und im Chorraum des Beinhauses neben der Pfarrkirche St. Stephanus als Fresko ausgeführt. In diesem Fall sind die Stifter bekannt, weil deren Namen in den Kartuschen der gemalten Konsolen angegeben sind. Über jedem Paar stehen die zweizeiligen Dialoge zwischen dem Tod und seinem Opfer. Es sind abgebildet: Papst, Kaiser, Wirt, Schreiber, Müller, Jüngling, Bauer, Älpler.
- Die Wallfahrtskirche Heiligkreuz

## Persönlichkeiten
- Johann von Aarwangen (nach 1280–1350), Politiker, Diplomat, Stifter der Wallfahrtskirche Heiligkreuz und Eremit
- Max Theiler (1899–1972), Ehrenbürger von Hasle, Nobelpreisträger für Physiologie und Medizin, Entwickler des Impfstoffs gegen Gelbfieber

## Bilder

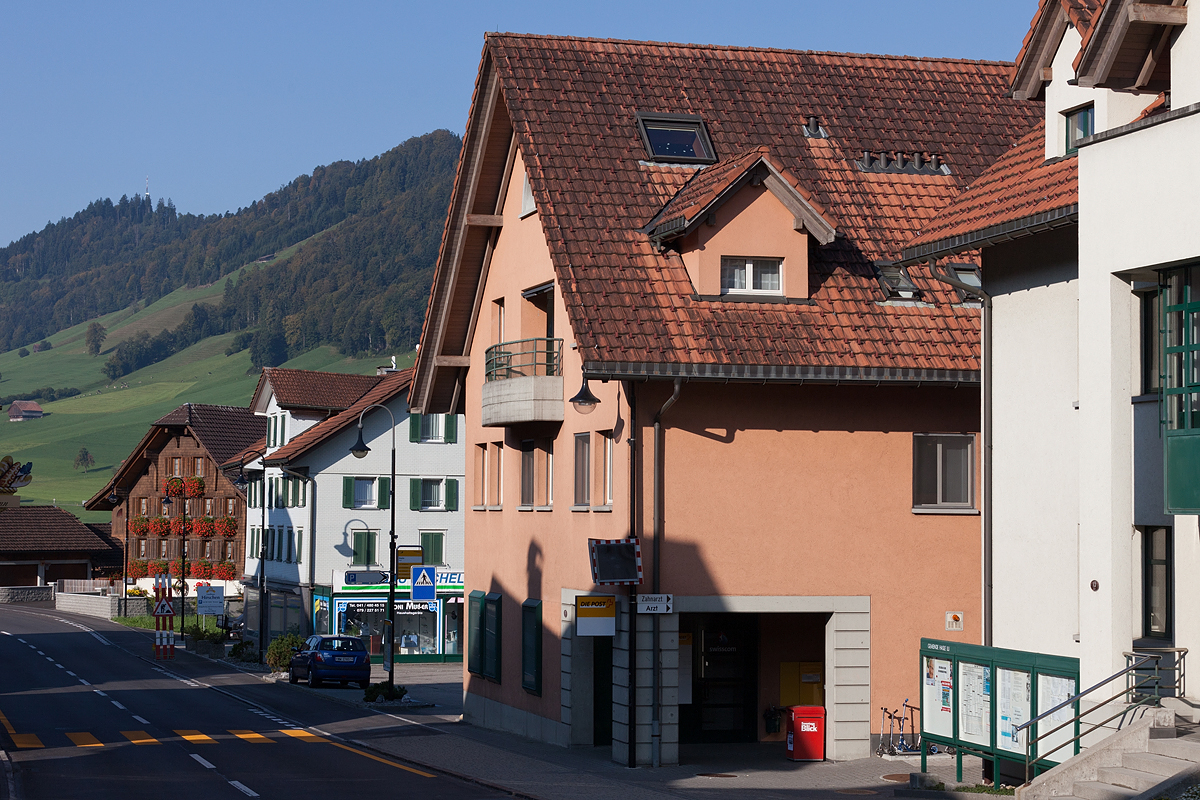
Post
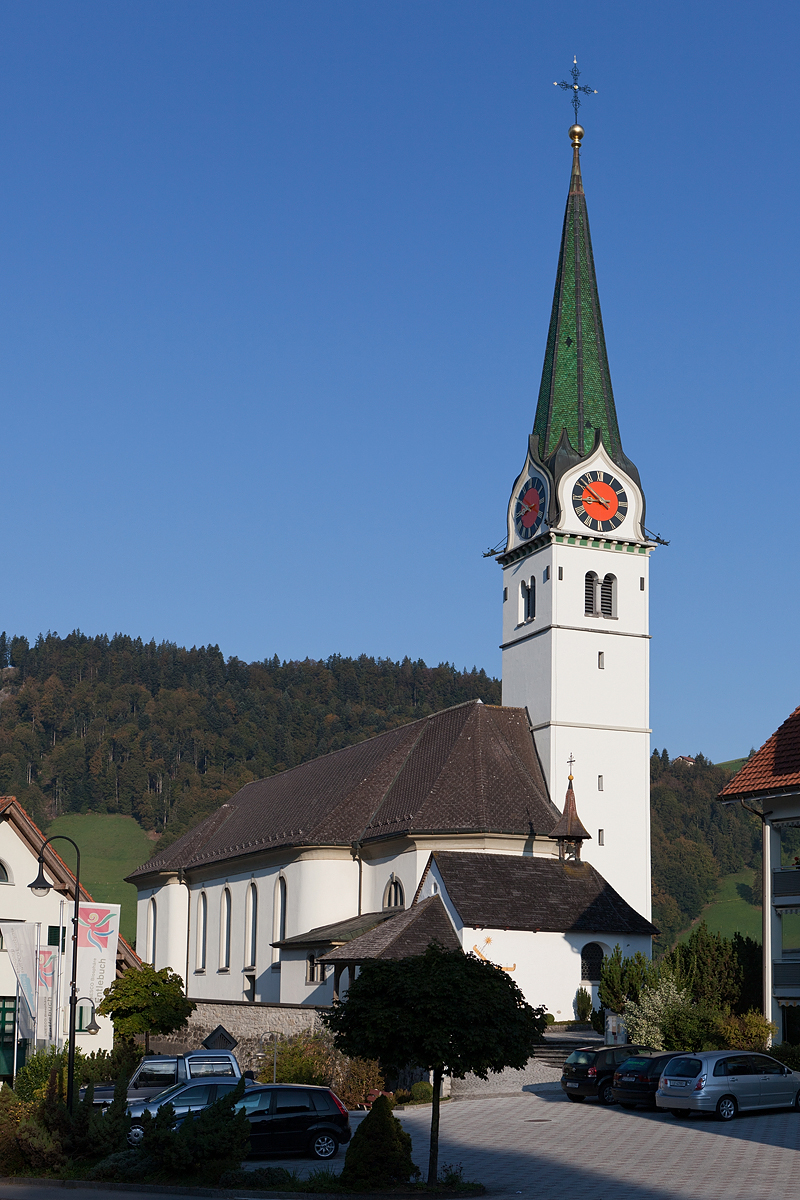
Pfarrkirche mit Beinhaus
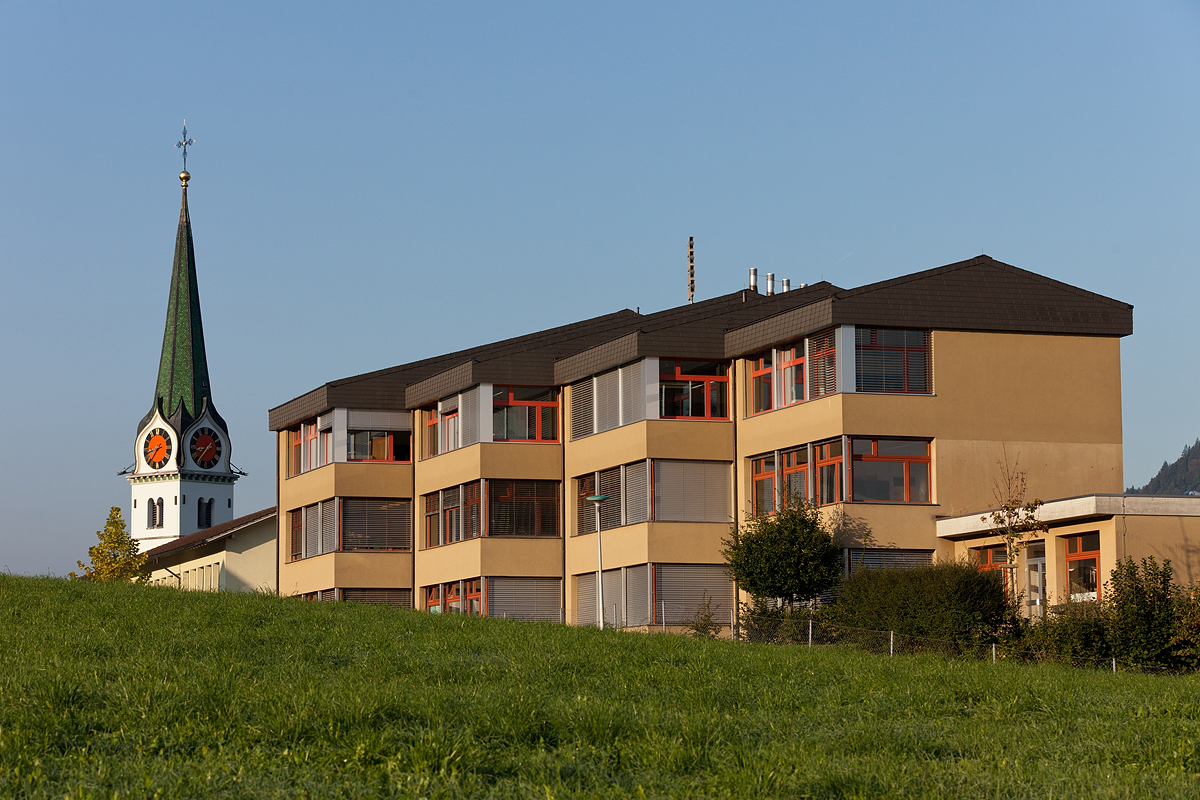
Schulhaus
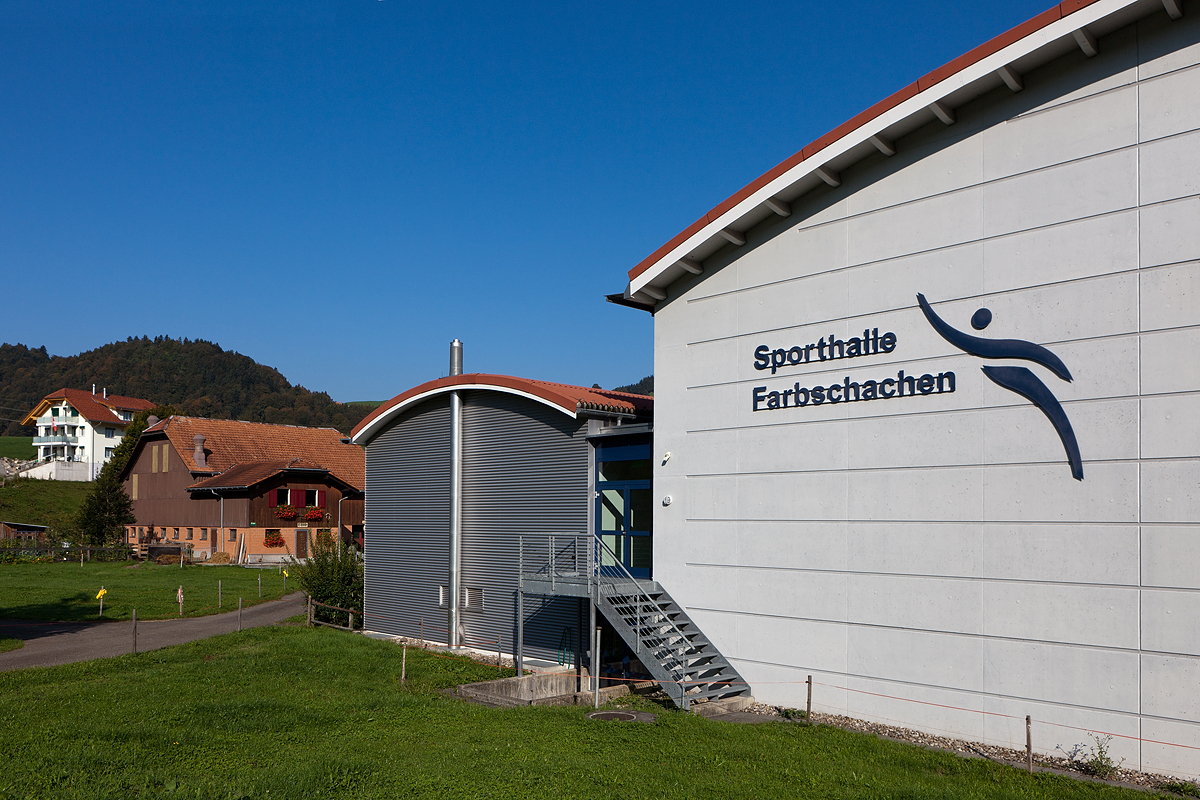
Sporthalle Farbschachen
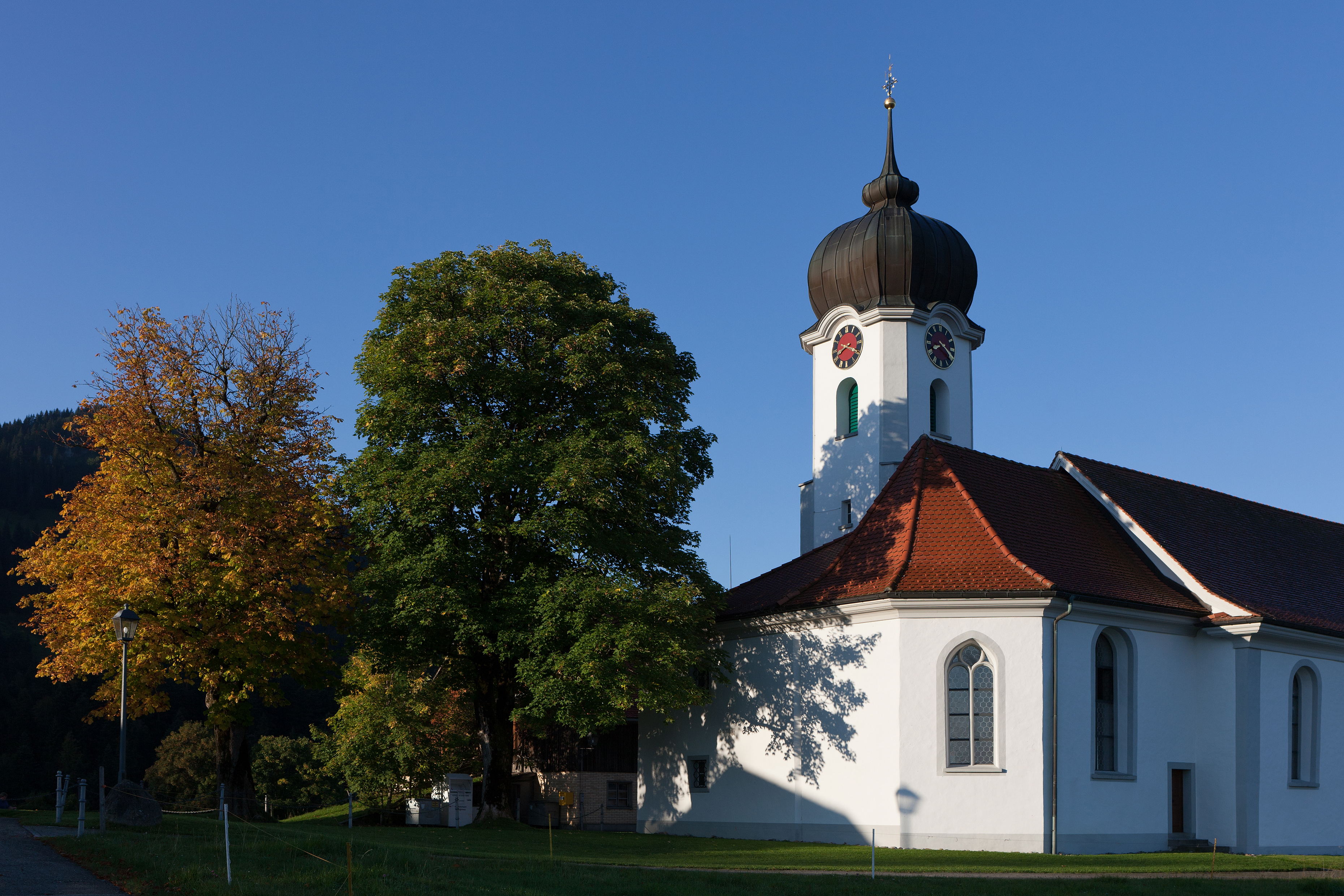
Wallfahrtskirche Heiligkreuz